# 聖靈

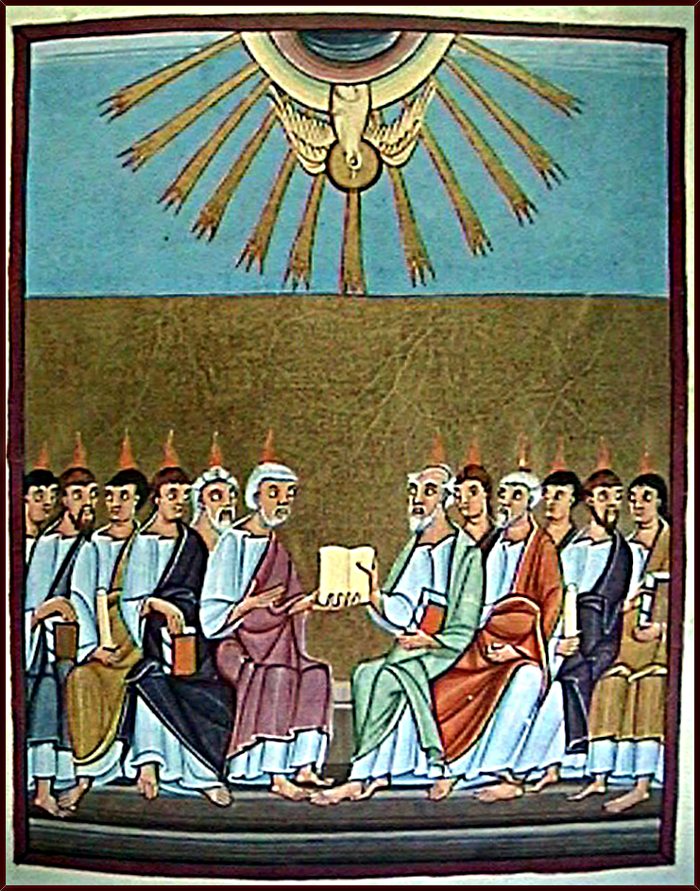
班貝格啟示錄中有關五旬節的插畫，圖上方繪有聖靈象徵白鴿降世的圖樣

聖靈或譯聖神（譯自希伯来文“Ruah”），是基督宗教多數教派所信三位一體的神中的一個位格，其他兩個位格分別是聖父與聖子。在《聖經》中，所指的無形、強大、神聖且有情感的靈（創世記1:2；使徒行傳2:18），聖靈是一個沒有骨肉身體的靈體，祂常被稱為靈、神的靈、主的靈、天主的神，尊稱為「保惠師」或「護慰者」（英語：Paraclete，羅馬化：Paráklētos）。
在支持一位論的基督教派中，聖父耶和華（雅威）才是「唯一真神」，聖靈與聖子相同，都是受聖父差遣的，但不被大多數的基督教教派支持。
關於聖靈（聖神）的中文譯名，景教進入中國時意譯為「涼風、淨風、淨風王」或音譯為「盧訶寧俱沙、得囉嵇（ rūḥā ḏə-quḏšā」；太平天國的拜上帝會譯为「聖神爺之風」；新教最先譯為「聖風」或「神之神風」，現在普遍譯為「聖靈」；天主教會起初是以拉丁文音譯為「斯彼利多三多（Spirito Santo）」，自從艾儒略神父之後，才開始普遍採用「聖神」稱呼。

## 聖經的描述
聖靈（聖神）是在《舊約》中就存在的，耶和華對摩西說：「嫩的兒子約書亞是心中有聖靈的；你將他領來，按手在他頭上，使他站在祭司以利亞撒和全會眾面前，囑咐他，又將你的尊榮給他幾分，使以色列全會眾都聽從他。他要站在祭司以利亞撒面前；以利亞撒要憑烏陵的判斷，在耶和華面前為他求問。他和以色列全會眾都要遵以利亞撒的命出入。」
地是空虛混沌，淵面黑暗；神的靈運行在水面上。
 — 《創世記》1:2（和合本）
大地還是混沌空虛，深淵上還是一團黑暗，天主的神在水面上運行。
 — 《創世紀》1:2（思高本）
在那些日子，我要將我的靈澆灌我的僕人和使女，他們就要說預言。
 — 《使徒行傳》2:18（和合本）
甚至在那些日子裏，連在我的僕人和我的婢女身上，我也要傾注我的神；他們要講預言。
 — 《宗徒大事錄》2:18（思高本）
聖靈所結的果子，就是仁愛、喜樂、和平、忍耐、恩慈、良善、信實。
 — 《加拉太書 》5:22（和合本）
聖靈就是神藉著耶穌基督我們救主厚厚澆灌在我們身上的。
 — 《提多書 》3:6

## 歷史
聖靈的理解在最早和現今的基督宗教中是有分歧的。《聖經》從沒有聲稱聖靈（聖神）為三位一體的神（天主）中的一個位格。事實上，即使在最早的信經──《使徒信經》中，只是簡單地宣認「我信聖靈（聖神）」。直到4世紀，教會發展三位一體的神學教義時，聖靈（聖神）也是神的說法才出現。教父亞他那修堅稱聖靈與聖父是同質。另一位君士坦丁堡主教馬西頓紐斯（Macedonius），他提出「聖靈為被造者」，和「聖靈的地位次於聖父和聖子」的主張。結果，他的主張隨即被視為反聖靈派。
第一次尼西亞公會議（公元325年）之後，三位一體的聖父和聖子的地位已奠下。至於聖靈（聖神），羅馬教會（即今天的天主教會）指出:「该撒利亚的主教巴西流（Basileus，330-379）用古希臘哲學家柏拉圖的思想作了一番神學思考，寫了一部《論天主神聖》（De Spiritu Sancto, 374）的書，他在著作中指出聖神與聖父和聖子是『同性同等』的。」聖靈（聖神）是三位一體的神（天主）的討論，被提到第一次君士坦丁堡公會議（公元381年）上。結果，教會在修定《尼西亞信經》時，加上「我信聖神（聖靈），是主，是賜生命的，從父出來，與父、子同受敬拜，同受尊榮」。從此，聖靈（聖神）是三位一體的神（天主）的地位才被確認。
但在《尼西亞信經》中的用詞，東、西方教會對聖靈（聖神）是「從父出來」或「從父和子出來」的理解出現分歧，基督教稱之為和子說。此分歧最終成了基督教的第一次大分裂的因由之一。而今天的新教，一般接受天主教會所用文句：聖靈是「從父和子出來」。

## 聖靈論
雖然早在第二第三世紀時，教父特土良就已提出三位一體的教義，但不可否認的，早期教會對聖靈感到困惑，在神學上無法制定多少教義，同時因當代神學討論集中於基督論及急於解決政治爭端，教父們認為還輪不到考慮聖靈的問題，甚至尚不確定聖靈到底是「神」還是一種「作為」，直到第四世紀後期聖靈的神性才終得確立。由於以上的因素，有關聖靈的討論始終落於神論及基督論之後，討論的內容也相對較少；但隨著靈恩運動的興起，使得聖靈這個議題在神學的領域上大放光芒。

### 奧古斯丁的聖靈論
東西方教會分裂的一個重要原因乃是西方教會在《尼西亞信經》上做了些許的變動，即是著名的教會歷史事件——和子說，而倡議該說的一位重量級人物就是希波的奧古斯丁。為什麼奧古斯丁乃至西方教會要將兩方教會都同意的聖靈「由父而出」改為聖靈「由父和子而出」呢？我們不妨從兩造對聖靈的看法談起，並探討奧古斯丁的聖靈觀。
東方教父基於三位一體的源頭只有一個的觀念，認為聖子由聖父而生，聖靈由聖父而出，這兩個詞彙在表達聖子與聖靈都源自於聖父，為的是規避可能產生聖父有兩個兒子的說法。奧古斯丁則以《約翰福音》中，耶穌向門徒吹氣並說「你們受聖靈」為出處，表達其聖靈亦由聖子而出的立場；並且解釋因為聖父賜給聖子一切，既然一切都賜給了聖子，故聖靈必然是由兩者而出。
奧古斯丁之所以這樣詮譯聖靈，最主要的因素是因為他對於三位一體的看法是採互相的關係來理解的，在他的「三位一體論」中曾說明「聖靈是屬於一種父和子不能言傳的連結」，而他所指的連結到底為何？這方面他認為神最大的恩賜是聖靈，同時最大的恩賜也是愛，因此聖靈就是愛；使我們住在神裡面的是聖靈，故聖靈成為神與信徒之間的聯合基礎。奧古斯丁更主張三位一體之內也有對應的這種關係，聖靈在神與信徒之間的關係在三位一體內聖靈也扮演類似的角色。
我們不妨用通俗的用語來給奧古斯丁對聖靈的看法來做個整理：聖父與聖子彼此相愛，這種相互作用所產生的那一種關係就是聖靈，「聖靈似乎像一種黏膠」，把父與子連在一起，把他們與信徒連在一起，也把信徒們彼此連接在一起。事實上奧古斯丁這種關係也與「和子說」相同，企圖藉以保證上帝神性內在關係的一體性，但愛的連結雖然能說明關係但卻不是說明本體的用詞，因此就這種說法聖靈實在很難再視為一個位格，故奧古斯丁的聖靈論曾被批評有將聖靈非位格化的傾向。

### 加爾文的聖靈觀
研究加爾文《基督教要旨》中的聖靈觀，重點可歸納如下：
神的話與神的靈一起做工是加爾文神學的中心思想，他並且相信不但是一起做工，而且通常是「神的話啟動神的靈」，他也主張因來自聖靈的感動，必定與天啟的《聖經》一致，所以所有對聖靈的體驗都必須透過上帝的話的檢驗，認識神不能單憑主觀的宗教經驗，若僅一味地追求主觀的聖靈感動，卻通不過《聖經》檢驗，極可能發生脫序狀況。因此神的話必須記載下來，免得湮沒、誤傳或為人的僭妄所敗壞。加爾文是這樣子看待聖經與聖靈的關係的：
加爾文對聖禮中的聖靈亦有其獨到的見解，他主張聖禮是上帝恩典的外在象徵，信徒必須透過聖靈的教導，各種禮儀才具意義，所以他並未完全廢除聖禮。以聖餐為例，他認為是信徒在聖靈裡被聖化而與神產生連結，而不是餅和杯被聖化，這一觀念帶給後世的基督徒極大的影響。
加爾文還強調基督是信徒與神之間的中保，但信徒如何與基督聯繫？是未曾處理的一個困難，其間必然也需要一位中介者，他以《約翰福音》第14章第16節「另外賜給你們一位保惠師」為依據，認為聖靈就是基督和人之間的中介者，第一位保惠師是耶穌基督，第二位保惠師就是聖靈，因為二者的事工存在一種連續性，因此使聖靈的工作密切地接續在基督的啟示上。
有一段在《基督教要旨》中文版中被省略的文字，經林鴻信博士在所著的《加爾文神學》第五章聖靈論中特別譯出，可說明加爾文對聖靈與世界的看法，譯文如下（閩南語）：「聖神注入萬物，使他們生長，在天地中賜他們活命，聖神無界限，無屬於受造者，反轉將力量注入萬物，將活命吹入他們至深的所在、性命的表現與所有的活動，伊確確實實是上帝的神」。即知加爾文對聖靈在萬物當中的工作的體會於一班，因此當他看到大自然的美妙，才會感悟到聖靈也在其中，因此加爾文視創造為聖靈的工作之一，並藉著聖靈持續祂的攝理。
加爾文較當代一般神學家更重視聖靈，但後世大多數神學家強調他的預選說，以致預選說幾成為加爾文神學的同義詞，其實他的聖靈論甚為豐富。可惜的是他雖提及了聖靈的位格，但因他的聖靈論未專章處理，致這部分的看法與西方教會傳統沒什麼差異及特殊見解，基本上也是以關係的面向來瞭解；必需一提的是他的聖靈論最好從他的三一論談起，因他對於「位格」的解釋極為重要，並與其聖靈論息息相關。加尔文認為位格是神的本體中一種存在，和其他位格相互關聯；三位格是對相互關係而言的，若無相互的關係則不具實質的意義。子對父才為子，父則是對子才為父；故聖靈對父是聖靈，是父的靈，對子亦是聖靈，也是聖子的靈；這一切都是在相互關係中才有位格的意義。因此，在討論創造時，不僅討論聖父的工作，也必定牽涉到聖子與聖靈的工作，其他方面也都是同一個道理；而他特別顯現他的此一看法則為救恩論和教會論，他認為聖靈在個人身上所做的工為救恩論，在信徒團體中所做的工則為教會論。

### 莫特曼聖靈論
莫特曼是二十世紀的新教神學家，自謂其神學是後巴特神學，他雖然以末世論的盼望神學一書而一舉成名，但他站在巴特肩膀上而發展的聖靈論卻也有極豐富的內容及寬闊的視野。
莫特曼認為在傳統中，談到聖靈即不自覺聯想到靈性與精神方面，以致無法看到全面性的聖靈工作，所以他主張應該要用全備的生命來看聖靈，因為聖靈的工作不只單在生命的某一層面，而是對整體的生命在做工，因此他的聖靈論是一種結合了生活經驗、宗教經驗及與神交往經驗共同思考的聖靈論。
莫特曼基於以上的思考，認為聖靈不是經驗的對象，而是使人體驗新生命的媒介，所以當人藉著聖靈而經驗時，即知聖靈確確實實是一使得到經驗的主體；他的此一看法解決了神的超越性（神遠遠的離開了祂所創造的人）及神的臨在性（神很貼近所創造的萬物）所產生的困難而把兩者連結起來，使人一方面能認識神，一方面又能體驗祂。因此莫特曼認為聖靈論是連結基督論與末世論的橋梁。
莫特曼寬廣的聖靈論在他闡述聖靈的工作時表露無疑，他除了贊同西方教會傳統對聖靈工作的看法外，特別對於聖靈的更新這一方面有其獨到的看法，成為其聖靈論的一大特色。莫特曼認為聖靈除了參與聖父最初的創造，更始終參與了萬物的更新工作，他認為聖靈所要更新的不僅僅只是信徒的內心，「甚至宇宙大地世上所有生命的表現，春去秋來，一元復始、萬象更新，都是聖靈力量的展現，也是聖靈更新的結果」，而末世則是天父藉聖靈終末的創造且亦為聖靈更新工作的完成。
綜整莫特曼對聖靈工作的描述可概略的如此說：
1. 子藉著聖靈來到世界，繼續被聖靈充滿見証他是父的兒子，同時聖靈也使人進入父與子的團契中。
2. 父使子從死裡復活，是藉著聖靈使子勝過死亡權勢，子則因聖靈成為父國度的主，同時賦予子所差遣的聖靈持續在更新萬物。
3. 聖靈做工在全地直到末世基督再臨時，父將萬物歸於子，子把新的國獻給父，把一切榮耀及自己一同歸於父。[21]

莫特曼對於聖靈的位格亦是從三一神思考的架構來理解的，除了接受西方教會的和子說傳統外，也整合了東方教會的想法，認為位格指的是主體性的源頭，聖靈的位格就是指聖靈的主體性，也就是聖靈是誰的問題，並且認為應從聖靈與父及子的關係來理解。莫特曼認為「不應只提到聖靈分別與聖父、聖子的關係而已，也應當同時提到聖父與聖子的關係」，所以他提出由「聖父所出的聖靈亦由為聖父所生的聖子所出」的說法用以調和東西方教會的觀念差異。略而言之，他對聖靈位格的看法是這樣的：這共融為一是三一神內在生命（一），相互寄居就表示父、子、靈之間的差異（三），其間差異的互動則是愛。
莫特曼聖靈論的貢獻是從三一神觀出發，一方面是人經歷聖靈的多元性，在自然裡體驗聖靈更是另一個特點。

### 總結
綜觀以上三位著名神學家對聖靈的看法，可觀察出人類對於聖靈的認識是從單一到多元，從片面到完整的；顯示三一神樂意人們更加的來認識祂。其中莫特曼對聖靈工作描述的清晰明白，又具寬廣的視野，且對聖靈位格處理能執兩用中。但聖靈論尚未發展完備，深值持續討論及研究。在討論、認識甚至研究聖靈時，若要避免在偏差有兩點特別必須注意的事項：
1. 應該知道聖靈是屬上帝，不可把聖靈的作用或聖靈的能力看成聖靈的本身，如此才能平衡的來認識聖靈而不致淪為一意追求能力或者恩賜的狂熱主義者。
2. 最重要的是有限的受造者即人類，想要理解無限的上帝本是極困難的，也很容易把主觀的因素加在裡面，就例如在知道地球是圓之前，會誤解聖經中提及地球同時存在日與夜的問題，而更限制了對真理的認識；如僅憑神祕經驗去理解，可能產生瞎子摸象之憾，若單從理智知識面去理解也不啻是緣木求魚，故在認識祂的過程中，經驗、知識及等候三者缺一不可，千萬不要躁進而影響到對祂整全平衡的認識。

### 引用
1. ↑  洪仁玕《資政新篇》：“夫所謂上寶者，以天父上帝、先兄基督、聖神爺之風三位一體為寶。”
2. ↑  《耶穌會文獻匯編》杨廷筠《代疑篇》：「一位曰罷德肋，二位曰費略，三位曰斯彼利多三多，此西國本音。罷德肋，此言父也；費略，此言子也；斯彼利多三多，此言無形靈聖也。」
3. ↑  《民數記27:15－21》
4. ↑  《天主教歷史淺談【上二十叁】》
5. ↑  麥葛福（Alister E. McGrath），《基督教神學手冊》（Christian  Theology: An Introduction, 2nd ed.），劉良淑、王瑞琦譯（台北市：校園出版社，1998），323。
6. ↑  耶穌又對他們說：「願你們平安！父怎樣差遣了我，我也怎樣差遣你們。」說了這話，就向他們吹一口氣，說：「你們受聖靈！」約20:21－22
7. ↑  同上，325。
8. ↑  鄧紹光主編，《聖靈：華人宗教及文化處境下的反思》，（信義宗神學院，2002）。
9. 1 2  麥葛福，314。
10. ↑  鄧紹光，83。
11. ↑  葉先秦，《加爾文的聖靈論與台灣基督長老教會聖靈更新運動芻議》，論文（2004）。
12. ↑  林鴻信，《加爾文神學》（台北：禮記出版社，1994），163-4。
13. ↑  葉先秦。
14. ↑  林鴻信，《加爾文神學》，211-2。
15. ↑  林鴻信，《加爾文神學》，47, 48, 71。
16. ↑  林鴻信，《莫特曼神學》（台北：禮記出版社，2002），206。
17. ↑  鄧紹光，58。
18. ↑  林鴻信，《莫特曼神學》，207, 209。
19. ↑  鄧紹光，59。
20. ↑  林鴻信，《莫特曼神學》，212。
21. ↑  林鴻信，《莫特曼神學》，151。
22. ↑  林鴻信，《莫特曼神學》，225。
23. ↑  林鴻信，《莫特曼神學》，157。
24. ↑  林鴻信，《莫特曼神學》，156。
25. ↑  鄧紹光，140。
26. ↑  鄧紹光，64。